# The Long Play
The Long Play es el álbum debut como solista de la cantante pop alemana Sandra. Fue publicado en 1985 en el sello Virgin, y grabado después de que la cantante tuviera un gran éxito con el sencillo «(I'll Never Be) Maria Magdalena» en gran parte de Europa y otros países. El álbum apareció en soporte LP, casete y el nuevo formato de disco compacto.

## Producción
El álbum fue producido por Michael Cretu, que intentó de esta manera lanzar la carrera en solitario de Sandra después de que el grupo femenino Arabesque —de la que la cantante formaba parte— se hubiera separado en 1984. Previamente a The Long Play, Cretu ya había producido dos sencillos para Sandra. Ambos tuvieron un éxito desigual en las listas musicales: «Japan ist weit», una versión en alemán del éxito de Alphaville «Big in Japan», fue un fracaso total como sencillo debut de la cantante, mientras que el siguiente a este, «(I'll Never Be) Maria Magdalena» fue, en contraposición, un éxito rotundo allí donde la canción fue editada. 
Para The Long Play, Cretu contó con la colaboración de los músicos Hubert Kemmler, Markus Löhr y Klaus Hirschburger, del grupo alemán de cierto éxito Hubert Kah. Al trío ya los conocía de haberles producido, junto a Armand Volker, el álbum Goldene Zeiten en 1984, y con ellos ya había contado para la composición y grabación del segundo sencillo de Sandra, «(I'll Never Be) Maria Magdalena». También se hizo para The Long Play con los servicios del letrista inglés Richard Palmer-James, por entonces inmerso en la escena musical alemana y que también había participado en el segundo sencillo de la cantante. Y finalmente contó también con el compositor Peter Ries, que aportó la canción «Heartbeat (That's Emotion)» bajo el seudónimo de Marc Cassandra. Peter Ries publicaría en sencillo su propia versión de la canción ese mismo año de 1985 bajo el nombre artístico de Steve Hall.
El álbum se grabó en el Data-Alpha-Studio que Michael Cretu se había construido cerca de la ciudad de Múnich donde residía. El productor se reservó toda la interpretación digital de los instrumentos en The Long Play. Markus Löhr añadió sus fraseos de guitarra en las canciones, mientras que Hubert Kemmler y ocasionalmente el propio Cretu pusieron el acompañamiento vocal masculino a la voz principal de Sandra.
La composición de las canciones se redujo básicamente a Michael Cretu y Hubert Kemmler en la música y al británico Richard Palmer-James y Klaus Hirschburger en la letra de las canciones.

## Publicación
The Long Play se publicó en noviembre de 1985. Cuatro canciones se destacaron por su larga duración en el álbum: «In the Heat of the Night», «(I'll Never Be) Maria Magdalena», «Heartbeat (That's Emotion)» y «You and I». Las dos primeras tuvieron una duración más extendida de las que se presentaron respectivamente en su versión en sencillo.
El álbum se convirtió en un éxito comercial: alcanzó el número 12 de las listas musicales alemanas, la posición número 8 en Noruega, y el top 5 en Suecia y Suiza.
The Long Play aparecería publicado nuevamente en CD como parte de una reedición de los cinco primeros álbumes de Sandra en 1992.

## Sencillos
The Long Play se produjo a consecuencia del enorme éxito que había tenido previamente el sencillo «(I'll Never Be) Maria Magdalena» a nivel internacional. La canción, publicada en marzo de 1985, lideró las listas de veintiún países al tiempo que entró en el top 10 de otros cinco países más. En Suecia llegó incluso a convertirse en el sencillo más vendido de su historia hasta ese momento. Michael Cretu vio de esta forma la oportunidad de poder producir el primer álbum como solista en la carrera musical de su protegida artista Sandra. 
Del álbum se extrajeron dos canciones como sencillos, aparte del ya editado «(I'll Never Be) Maria Magdalena». El primero, «In the Heat of the Night», se convirtió en otro éxito comercial al subir al top 5 en las listas musicales de algunos países. La canción le daría a Sandra la segunda posición en el Festival de Música de Tokio en 1986. «Little Girl» fue el segundo sencillo en extraerse del álbum, en febrero de 1986. Sin embargo, solo tuvo un éxito moderado en el mercado internacional. Para ambas canciones se rodaron sendos videoclips musicales.

### Sencillo promocional para Toyota
Otra de las canciones de The Long Play, «Sisters and Brothers», se publicaría en 1988 solamente en Japón como sencillo promocional para la marca automovilística Toyota. La empresa había usado la canción como fondo musical para anunciar en televisión su modelo Tercel de tercera generación. En la campaña se mostró cómo la nueva línea del automóvil podía seducir hasta a la mismísima Sandra, que fue interpretada en el anuncio por una modelo con el  parecido físico de la cantante.
La portada del sencillo —publicado únicamente en soporte CD de tres pulgadas— reproducía la del álbum recopilatorio Ten on One (The Singles), de 1988, en donde también se encontraba la canción «Stop for a Minute».
«Sisters and Brothers» ya había aparecido comercialmente en febrero de 1986 en la cara B del sencillo «Little Girl». Era una versión de la canción titulada «Zeitlose Reise» incluida por Michael Cretu en su álbum Legionäre, publicado en 1983. Sandra dedicó el tema a su hermano Gaston, que fallecería posteriormente en 1995, aquejado de paraplejía.
- «Sisters and Brothers»

CD sencillo de 3" editado solo en Japón en 1988
1. «Sisters and Brothers» - 3:23
2. «Stop for a Minute» - 4:05

## Lista de canciones
| Cara 1 |                             |                                                             |          |  |
| N.º    | Título                      | Escritor(es)                                                | Duración |  |
| 1.     | «In the Heat of the Night»  | Michael Cretu/Hubert Kemmler/Klaus Hirschburger/Marcus Löhr | 5:20     |  |
| 2.     | «On the Tray (Seven Years)» | Hubert Kemmler/Michael Cretu/Klaus Hirschburger             | 3:46     |  |
| 3.     | «Little Girl»               | Hubert Kemmler/Marcus Löhr/Michael Cretu/Klaus Hirschburger | 3:13     |  |
| 4.     | «You and I»                 | Michael Cretu/Richard Palmer-James                          | 6:00     |  |
| 18:19  |                             |                                                             |          |  |

| Cara 2 |                                   |                                                               |          |  |
| N.º    | Título                            | Escritor(es)                                                  | Duración |  |
| 1.     | «(I'll Never Be) Maria Magdalena» | Hubert Kemmler/Marcus Löhr/Michael Cretu/Richard Palmer-James | 5:57     |  |
| 2.     | «Heartbeat (That's Emotion)»      | Reinhard Besser/Marc Cassandra/Chris Chirney                  | 4:55     |  |
| 3.     | «Sisters and Brothers»            | Michael Cretu/Richard Palmer-James                            | 3:24     |  |
| 4.     | «Change Your Mind»                | Michael Cretu/Richard Palmer-James                            | 4:02     |  |
| 18:18  |                                   |                                                               |          |  |

## Personal
- Sandra: voz principal y coros
- Michael Cretu: sintetizadores, caja de ritmos, Arreglista, Compositor, Programación de batería, Productor, Voces (fondo)
- Markus Löhr: Compositor, guitarras
- Hubert Kemmler: coros, Compositor
- Dieter Eikelpoth:	Fotografía
- Klaus Hirschburger: Compositor
- Lohr Kemmler:	Compositor
- LOH: Compositor
- Mike Schmidt:	Diseño de portada

## Posicionamiento
| Lista (1985–86)                     | Alta posición |
| ----------------------------------- | ------------- |
| Austria (Ö3 Austria)                | 18            |
| Países Bajos (Album Top 100)        | 43            |
| European Albums (Music & Media)     | 17            |
| Finlandia (Suomen virallinen lista) | 1             |
| Alemania (Offizielle Top 100)       | 12            |
| Noruega (VG-lista)                  | 8             |
| España (AFYVE)                      | 3             |
| Suecia (Sverigetopplistan)          | 2             |
| Suiza (Schweizer Hitparade)         | 4             |

| Lista (1986)                  | Posición |
| ----------------------------- | -------- |
| Alemania (Offizielle Top 100) | 60       |
| Noruega (VG-lista)            | 33       |